# Axel Fredrik Palander
Axel Fredrik Palander (* 2. Oktober 1802 in Karlskrona; † 27. August 1857 ebenda) war ein schwedischer Kapitän.

## Leben
Palanders Eltern waren der Militärarzt Lars Adolf Palander und Christina Fredrika Faxe. Er schlug eine Laufbahn in der schwedischen Marine ein, wurde 1820 Marineoffizier und fuhr auf verschiedenen Kriegsschiffen, unter anderem von 1847 bis 1848 als Kapitän der Korvette Najaden. 1846 wurde ihm der Dannebrog-Orden verliehen. 1852 wurde Palander zum Fregattenkapitän (schwedisch kommendörkapten) befördert. Ab 1855 war er in Karlskrona als Leiter der dortigen Werft tätig.
Palander war seit 1840 mit Emelie Jacquette Constance du Rées verheiratet. Sein Sohn Louis war ebenfalls Marineoffizier und wurde als Polarforscher bekannt.